# Baignes-Sainte-Radegonde
Baignes-Sainte-Radegonde – miejscowość i gmina we Francji, w regionie Nowa Akwitania, w departamencie Charente.
Według danych na rok 1990 gminę zamieszkiwało 1191 osób, a gęstość zaludnienia wynosiła 38 osób/km² (wśród 1467 gmin regionu Poitou-Charentes Baignes-Sainte-Radegonde plasuje się na 245. miejscu pod względem liczby ludności, natomiast pod względem powierzchni na miejscu 150.).